# Talo Gewog
Talog Gewog (Dzongkha: རྟ་ལོག་) ist ein Gewog (Dorfschaft) im Punakha Distrikt in Bhutan.

## Geographie
Das Gemeindegebiet besteht aus der Umgebung des Talo-Klosters, westlich des Haupttales von Punakha (Puna Tsang Chu) und nördlich eines Nebenflusstales. Angrenzend liegen Guma Gewog im Nordwesten und Thimphu Dzongkhag im Südwesten. Ca. 45 % des Landes ist von Hartlaubwäldern bedeckt, 35 % von Nadelwald, 15 % ist landwirtschaftlich nutzbare Fläche und der Rest sind Buschwald und natürliche Weiden. Das Gebiet erstreckt sich über eine Fläche von 25,51 km² und über Höhen von 1300 m–1500 m. Es gibt ca. 368 Haushalte und für 2017 wurde eine Einwohnerzahl von 1205 Personen angegeben. Zum Gewog gehören fünf Chiwogs und fünf Tshogpas. Der Gewog ist einer der kleinsten Gewogs im Dzongkhag.

## Verkehr
Befahrbare Straßen reichen bis Talo und Nobgang und die Mehrheit der Haushalte hat Zugang zu Elektrizität. 

## Bildung
Im Gebiet des Gewog liegen acht Lhakhangs (Tempel). Der Distrikt verfügt über die Schulen Nobgang BHU II (རྒེདའོག་གི་གནས་ཚད་ནང་གསོ་བའི་ཞབས་ཏོག), Nobgang Primary School (རྒེདའོག་གི་གནས་ཚད་ནང་གསོ་བའི་ཞབས་ཏོག) und Laptsakha Primary School.